# 内德·拉曼特
小爱德华·迈纳·拉蒙特 （英語：Edward Miner Lamont Jr.）是美國民主党籍政治人物，現任康涅狄格州州长，在2018年的州长选举以49.4%的支持率當選，接替了不得人心的丹内尔·马洛伊。他承诺将大麻合法化、提高康州的最低工资和增加高速公路收费。

## 早年生活和教育
内德·拉蒙特于1954年1月3日出生于美国首都华盛顿特区，父母是卡米勒·赫洛内（原名布兹比）和爱德华·米纳·拉蒙。